# Радин, Владимир Исаакович
Владимир Исаакович Радин (1926—1994) — физик, российский инженер-электромашиностроитель, доктор технических наук (1976), трижды лауреат Государственной премии СССР (1967, 1979, 1988), лауреат премии имени П. Н. Яблочкова.

## Биография
В 1949 году окончил электромеханический факультет МЭИ. Работал инженером в Институте электромеханики в Москве.
Занимался проблемами проектирования, производства и эксплуатации электрических машин переменного тока средней мощности.
Возглавлял работу по конструированию серий низковольтных асинхронных электродвигателей, а также электрооборудования подвижных наземных комплексов.
Автор ряда работ и 65 изобретений.

## Награды и звания
- Государственная премия СССР (1967, 1979, 1988)
- Премия имени  П. Н. Яблочкова (1995, совместно с П. А. Бутыриным, Ю. Г. Шакаряном) — за цикл работ «Теория, проектирование и моделирование управляемых машиновентильных систем»
- Заслуженный деятель науки Бурятской АССР (1972).